# NGC 445
NGC 445 je čočková galaxie v souhvězdí Velryby. Její zdánlivá jasnost je 14,3m a úhlová velikost 0,5′ × 0,4′. Je vzdálená 515 milionů světelných let, průměr má 75 000 světelných let. Galaxii objevil 23. října 1864 Albert Marth, v katalogu NGC je popsána jako „velmi slabá, velmi malý“.